# Ławica (województwo dolnośląskie)

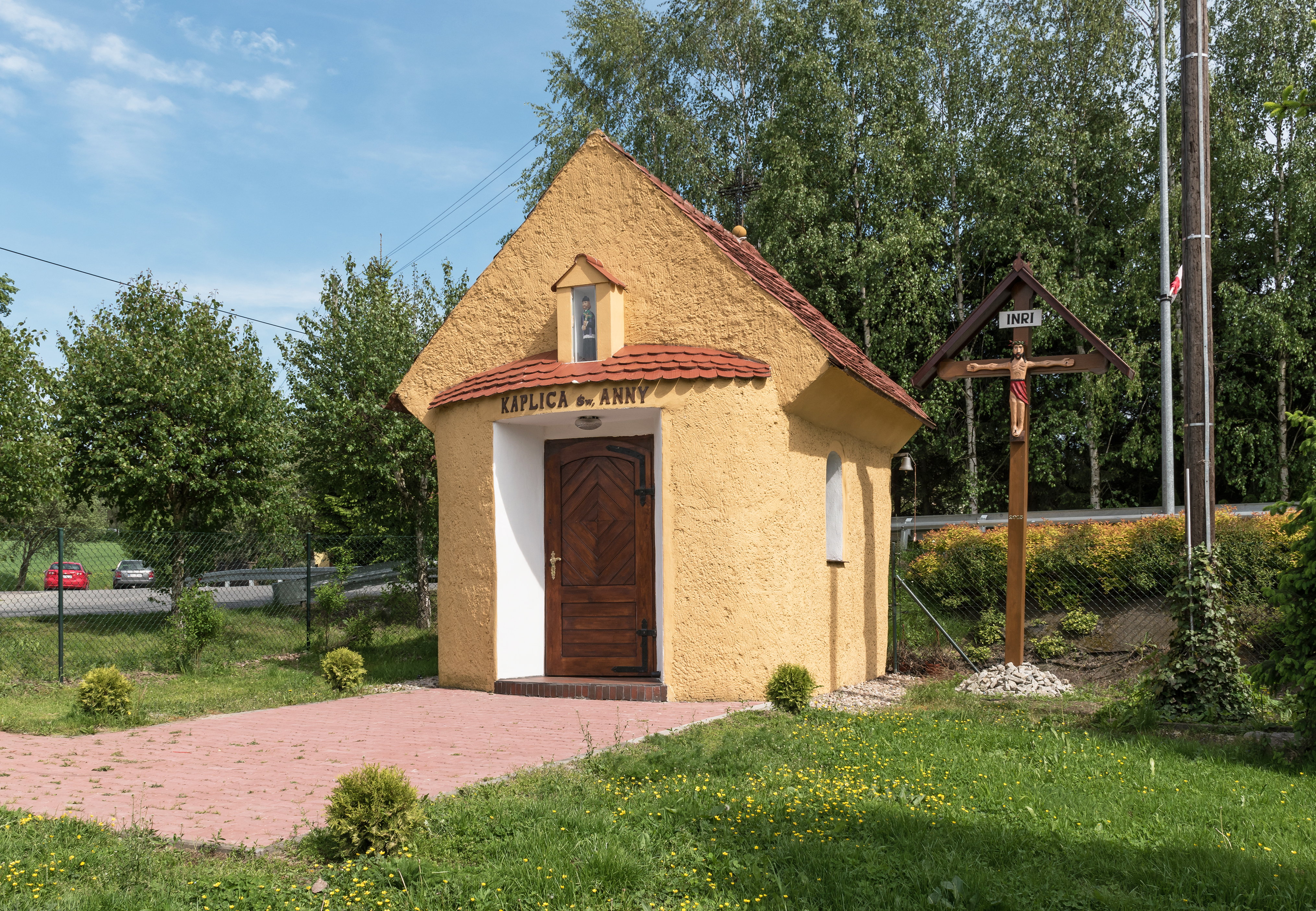
Kaplica św. Anny w Ławicy

Ławica (niem. Labitsch) – wieś sołecka w Polsce położona w województwie dolnośląskim, w powiecie kłodzkim, w gminie Kłodzko. 
W latach 1954–1961 wieś należała i była siedzibą władz gromady Ławica, po jej zniesieniu w gromadzie Kłodzko. W latach 1975–1998 miejscowość administracyjnie należała do województwa wałbrzyskiego.

## Geografia

### Położenie geograficzne
Ławica położona jest na granicy Kotliny Kłodzkiej i Gór Bardzkich w Sudetach, w południowo-zachodniej Polsce. Od Kłodzka, siedziby gminy i powiatu oddalona jest o 3,5 km na północ. Na zachodzie graniczy ze Ścinawicą, na północy z Podtyniem, Młynowem i Morzyszowem, na wschodzie z Boguszynem, a na południu z Kłodzkiem.
Według danych z 2008 r. wieś zajmowała obszar 4,82 km², co stanowiło 1,9% gminy Kłodzko.

### Warunki naturalne
Zabudowania wsi ciągną się luźnym łańcuchem wzdłuż krawędzi bardzo wysokiej, urwistej terasy na prawym brzegu Nysy Kłodzkiej, u południowo-zachodniego wlotu Przełomu Bardzkiego. Zabudowania Ławicy znajdują się na wysokości 280–320 m n.p.m., a wieś jest najniżej położoną wsią Kotliny Kłodzkiej, a co za tym idzie na całej ziemi kłodzkiej. Jej zabudowania ciągną się od ujścia Ścinawki na południu, aż po pierwsze zakole Przełomu Bardzkiego na północy, w coraz ciaśniejszej dolinie rzeki, na coraz bardziej stromym brzegu.

### Środowisko przyrodnicze
Ławicę otaczają rozległe połacie użytków rolnych na najlepszych w okolicy glebach. Niewielkie lasy porastają tylko wniesienia. Zadrzewione i zakrzewione są także dolinki potoków i liczne parowy schodzące do rzeki. W sąsiedztwie wsi rośnie okazały buk (Fagus silvatica), pomnik przyrody o obwodzie 3,3 m.

### Budowa geologiczna
Okolice Ławicy charakteryzują się złożoną budową geologiczną. Wyższe partie wzniesień tworzą dolnokarbońskie piaskowce szarogłazowe i łupki ilaste struktury bardzkiej, na której niżej leżą pokrywy plejstoceńskich glin i utworów lessopodobnych oraz glin zwałowych. Od południa zalegają tereny pełne żwirów i piasków, tworzące wyraźną terasę o wysokości 10 m. Z kolei w samym korycie zalegają holoceńskie żwiry i piaski.

## Demografia
Liczba ludności zamieszkującej Ławicę na przestrzeni wieków przedstawiała się następująco:

## Historia

### Toponimia
| 1337 | Lawicz                     |
| 1355 | Lowicz                     |
| 1368 | Labicz                     |
| 1397 | Lawecz                     |
| 1400 | Lawacz                     |
| 1412 | Lawatcz                    |
| 1415 | Lawaczsz                   |
| 1419 | Lawatsch                   |
| 1420 | Lawazczsch                 |
| 1482 | Lawatz                     |
| 1495 | Labetz                     |
| 1747 | Labitsch                   |
| 1937 | Neißenfels                 |
| 1945 | Łabicz Łowicz Niski Ławica |

Nazwa wsi Ławica pojawia się po raz pierwszy w dokumentach w 1337 r. w formie Lawicz. Ma ona pochodzenie wyraźnie słowiańskie i wskazuje na to, iż taki był charakter pierwotnej osady założonej w tym miejscu. Jest to nazwa typu topograficznego. W 1937 r. została ona zastąpiona przez niemiecką administrację nazistowską nazwą Neißenfels ze względu na swój zbyt słowiański charakter.

### Początki wsi i średniowiecze
Ławica należy do starych wsi związanych z osadnictwem w rejonie Kłodzka. Powstała przypuszczalnie na początku XIV w. jako osada podmiejska, należąca do folwarku. Przez cały czas wieś należała do parafii św. Wacława w Kłodzku, tak jak sąsiednie osady. Stan ten utrzymał się praktycznie do dziś i to mimo rozwoju wsi. Jedna z pierwszych wzmianek o wsi z 1347 r., mówi, że pół łana dziedzicznych gruntów posiadali tutaj mieszkańcy Ustronia. Przez kolejne lata mieszkający tu chłopi, ławnicy i sędziowie pochodzenia słowiańskiego byli wymieniani kłodzkich księgach miejskich. Wieś znajdowała się w pobliżu ruchliwej drogi handlowej, stanowiącej jedną z odnóg europejskiego szlaku bursztynowego.
W połowie XIV w. w dole Ławicy powstał folwark wzmiankowany w 1380 r., który był często zastawiany miastu i kanonikom regularnym z Kłodzka. W 1412 r. jako jego posiadacz został wymieniony niejaki Hannus Hopphe, z kolei sama wieś należała do rodziny Tschetterwangów. Poświadczone jest źródłowo, że np. w 1419 r. Ławica była częścią dużej posiadłości tego rodu w skład której wchodziły okoliczne wsie należące do Jacoba von Tschetterwanga. W połowie XV w. Ławicy powstało dziedziczne wolne sędziostwo, którego właściciele są często wymieniani w dokumentach wystawianych w Kłodzku jako świadkowie. Wieś nie była zbyt duża w średniowieczu, licząc w następnej epoce, w 1653 r. tylko 18 gospodarstw.

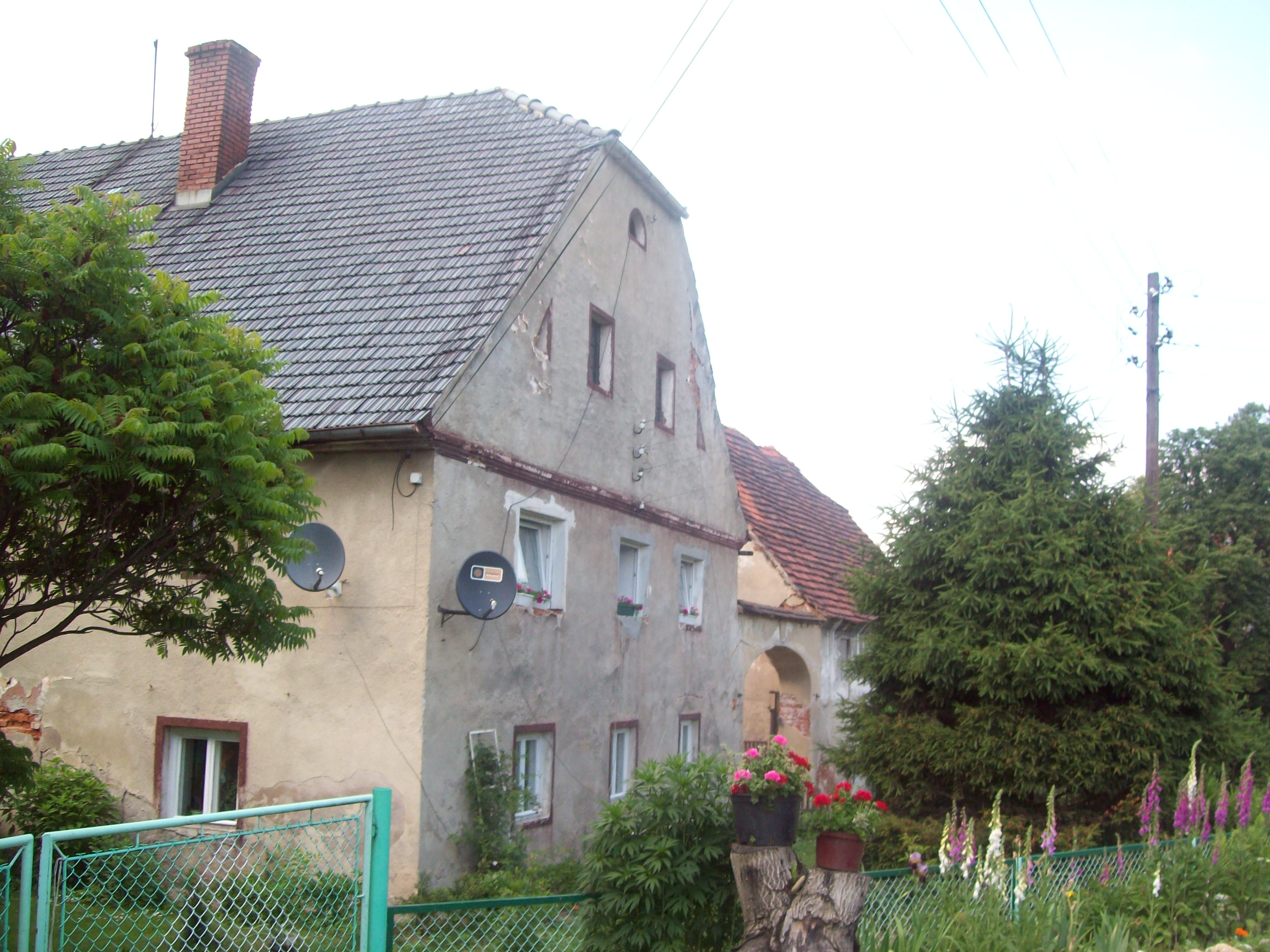
Popularna w XIX/XX w. gospoda Alberta Schenkelsa

### Epoka nowożytna
Ze względu na swoje położenie Ławica była narażona na zniszczenia podczas kolejnych wojen. Spowodowało to, że zaczęła się ona bardziej rozwijać dopiero w XVIII w. Wiek ten przyniósł ze sobą również zmianę przynależności państwowej osady z Monarchii Habsburskiej na Królestwo Pruskie – pokoje: wrocławski (1742) i hubertusburski (1763).
W 1747 r. jej właścicielem był von Schenckendorf, a zamieszkiwało ją 10 kmieci, 15 zagrodników i chałupników. W 1765 r. posiadaczem Ławicy był von Burschka, a mieszkało tu już 16 kmieci, 38 zagrodników i 6 chałupników. Z kolei w 1782 r. właścicielem był niejaki Gläser. Wieś składała się z 41 budynków i folwarku, a mieszkało w niej 10 kmieci, 30 zagrodników i chałupników. W 1797 r. w osadzie założono szkołę.

### Wiek XIX i 1 połowa XX w.

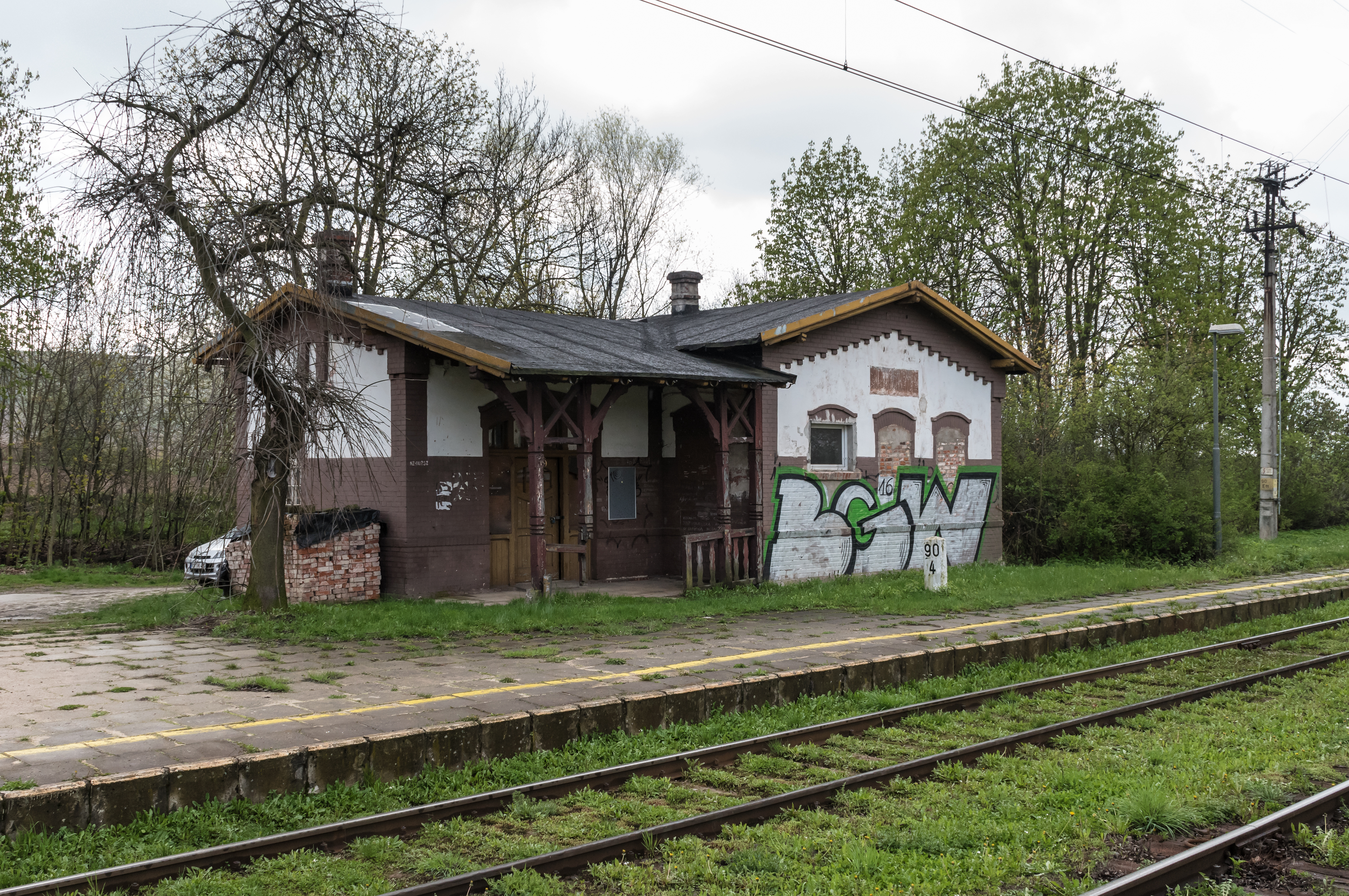
Przystanek kolejowy zbudowany w 1875 roku

Wiek XIX przyniósł ze sobą słabszy rozwój wsi niż w poprzednim stuleciu, nadal jednak cechą charakterystyczną dla Ławicy była częsta zmiana właścicieli. W 1825 r. był nim Karl Bather, a już niespełna dwadzieścia lat później – von Albert. Znajdowały się tu wówczas 43 budynki, folwark z dworem oraz szkoła. Wieś miała czysto rolniczy charakter, z rzemieślników mieszkał tu tylko kowal, a folwarku trzymano ponad 500 merynosów. W 1864 r. majątek ziemski obejmował 533 morgi i stanowił własność wrocławskiego kupca, Rudolpha Schodlera.
Częściowe ożywienie we wsi zapanowało po przeprowadzeniu przez jej obszar linii kolejowej z Wrocławia do Kłodzka Głównego w 1875 r. Powstał tu przystanek kolejowy, a dwa lata wcześniej nowa szkoła. Natomiast przeprowadzona w połowie XIX w. szosa z Barda do Kłodzka całkowicie ominęła miejscowość, wpływając niekorzystnie na jej dalszy rozwój. Mimo to pod koniec tego stulecia wieś zaczęła przyciągać do siebie coraz więcej turystów, uchodząc za najlepszy punkt wypadowy wzdłuż Przełomu Bardzkiego, do Opolnicy i tamtejszego zamku na Tunelowej Górze. Powstała wtedy w Ławicy gospoda dla turystów. W latach 1921–1923 stary młyn wodny, położony w pobliżu dworu został całkowicie przebudowany na hydroelektrownię o mocy ok. 0,6 MW.

### Okres po 1945 roku

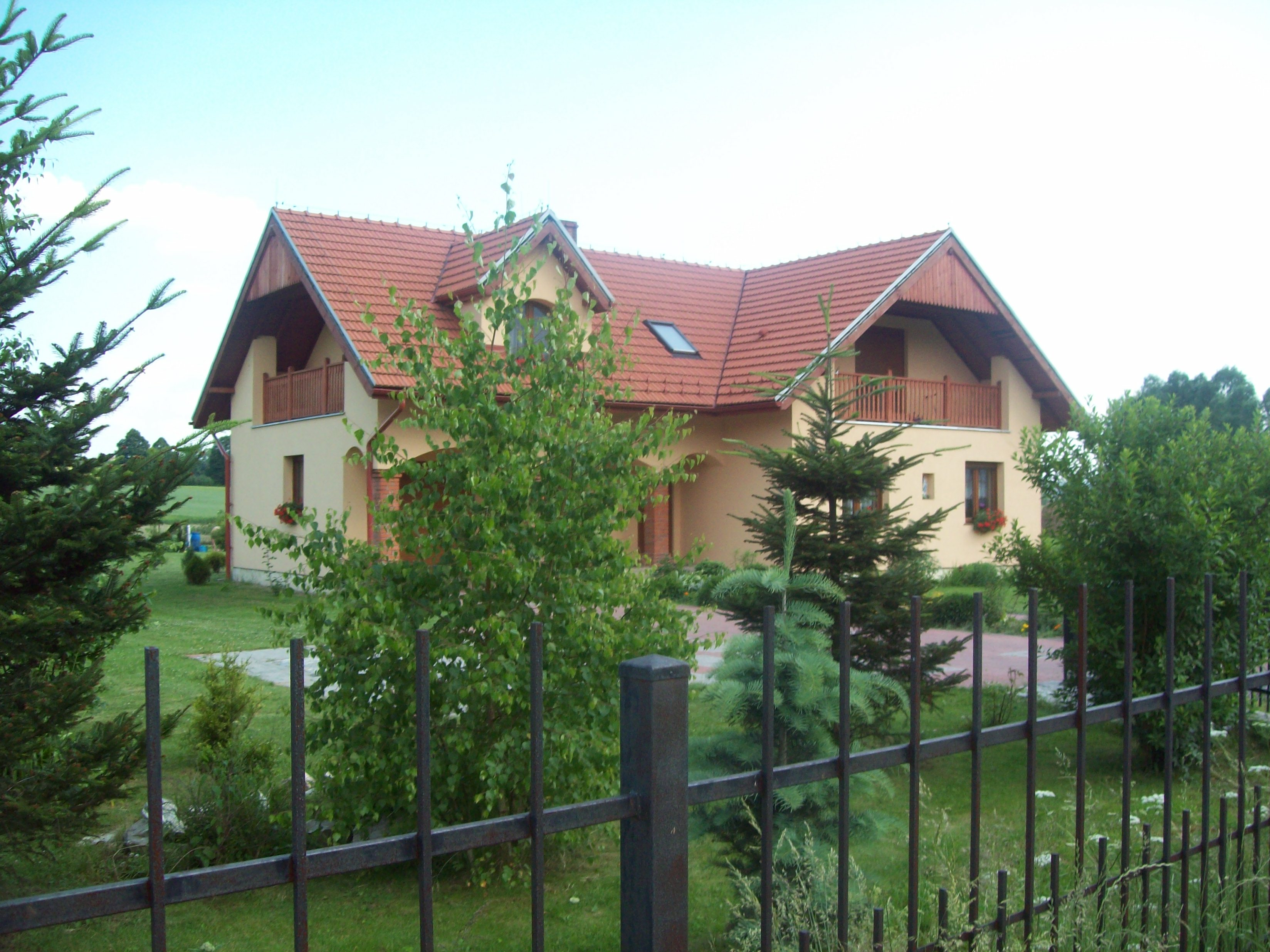
Nowo wybudowany dom w Ławicy

Zakończenie II wojny światowej i klęska Niemiec oznaczała dla Ławicy zmianę przynależności państwowej na polską w 1945 r. Na mocy postanowień konferencji poczdamskiej zdecydowano się na przesiedlenie dotychczasowej ludności wsi w głąb Niemiec, co miało miejsce w latach 1945-1947.
Na teren osady napłynęła wtedy ludność polska. Mimo tej olbrzymiej zmiany to wieś zachowała swój rolniczy charakter. Należała do wyjątków, ponieważ obserwowano w niej powolny, ale stały wzrost liczby mieszkańców. Dobre warunki klimatyczno-glebowe sprawiły, że rozwinęła się produkcja rolnicza. Część mieszkańców znalazła zatrudnienie w sąsiednim Kłodzku oraz innych miejscowościach, a także w pobliskiej papierni i kamieniołomach w Młynowie.
Pod względem administracyjnym Ławica należała do województwa wrocławskiego, powiatu kłodzkiego i gminy wiejskiej Kłodzko. Po likwidacji gmin w 1954 r. i wprowadzeniu w ich miejsce gromad wieś tworzyła samodzielną gromadę. Po kolejnej reformie administracyjnej z 1975 r. miejscowość administracyjnie należała do województwa wałbrzyskiego, a od 1 stycznia 1999 r. wchodzi w skład województwa dolnośląskiego.

## Zabytki

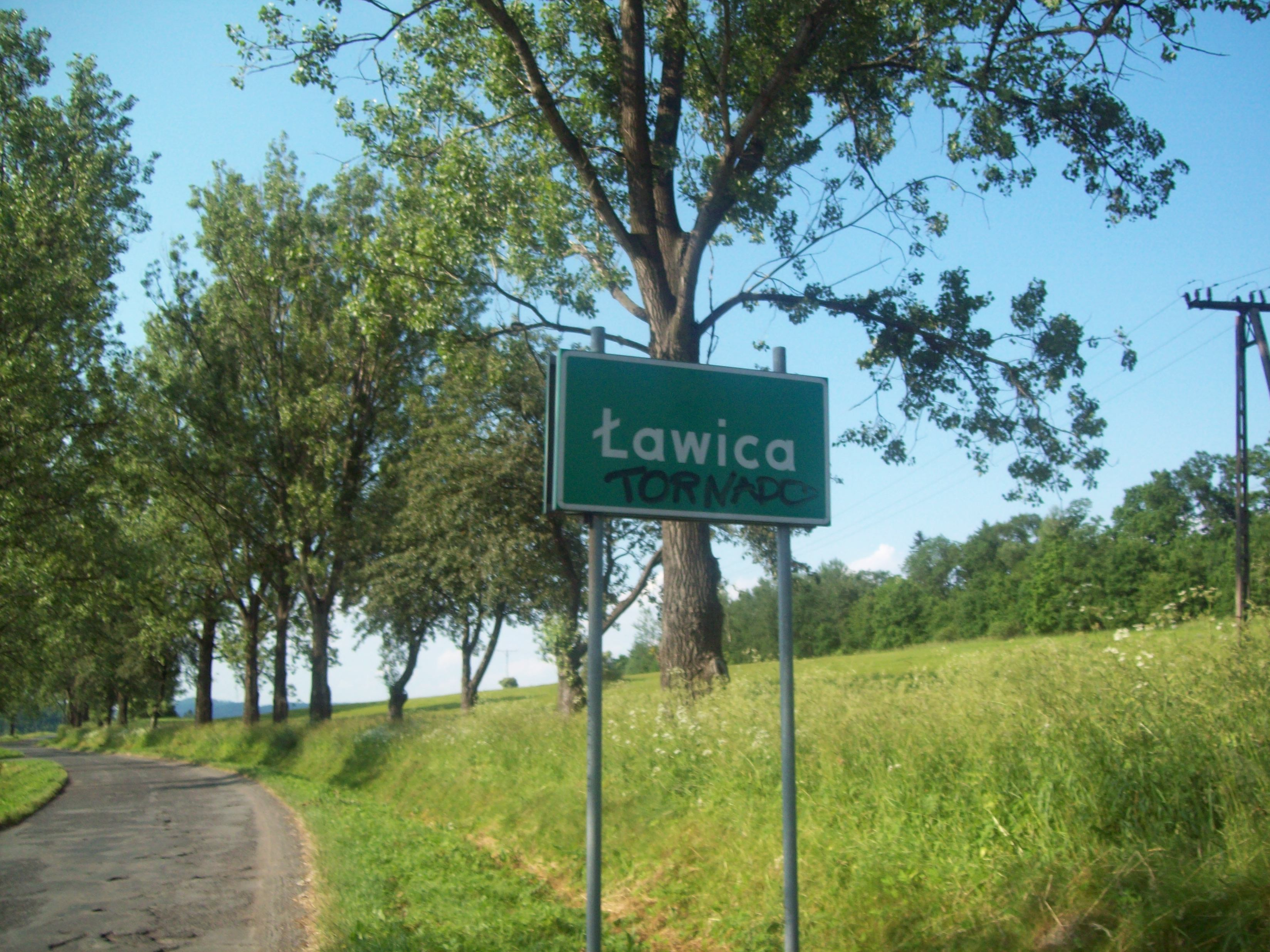
Wjazd do Ławicy od strony Kłodzka

Ławica zachowała bardzo interesujący układ przestrzenny wsi łańcuchowej, ciągnącej się wzdłuż biegu rzeki – Nysy Kłodzkiej. Do ważniejszych obiektów wpisanych do rejestru zabytków Narodowego Instytutu Dziedzictwa we wsi zaliczyć można:
- pałac – pochodzi z XVII w., przebudowany w 1880 r. Przy pałacu o cechach neorenesansowych i neobarokowych znajdują się duże zabudowania gospodarcze, dziedziniec i pozostałości parku[21].

inne zabytki:
- kaplica św. Anny – barokowa z 1818 r., była remontowana w 1974 r[11]. Murowana, domkowa, ze skromnym frontonem, zwieńczona łukiem i z sygnaturką na dachu. Wewnątrz znajdują się drewniane, polichromowane figury z XVIII i XIX w. o cechach sztuki ludowej.
- hydroelektrownia przepływowa – powstała w latach 1921-1923 z przebudowy starego młyna wodnego, w którym umieszczono turbiny z 1914 r., a obok wzniesiono budynek rozdzielni i transformatora[11]. Są to obiekty piętrowe, nakryte namiotowymi dachami. Budowla elektrowni ma konstrukcję ryglową. Do naszych czasów zachowały się urządzenia energetyczne i kontrolno-pomiarowe. Elektrownia posiada moc ok. 0,6 MW i pracuje do jako szczytowa, wspomagająca energetykę.

## Edukacja i kultura

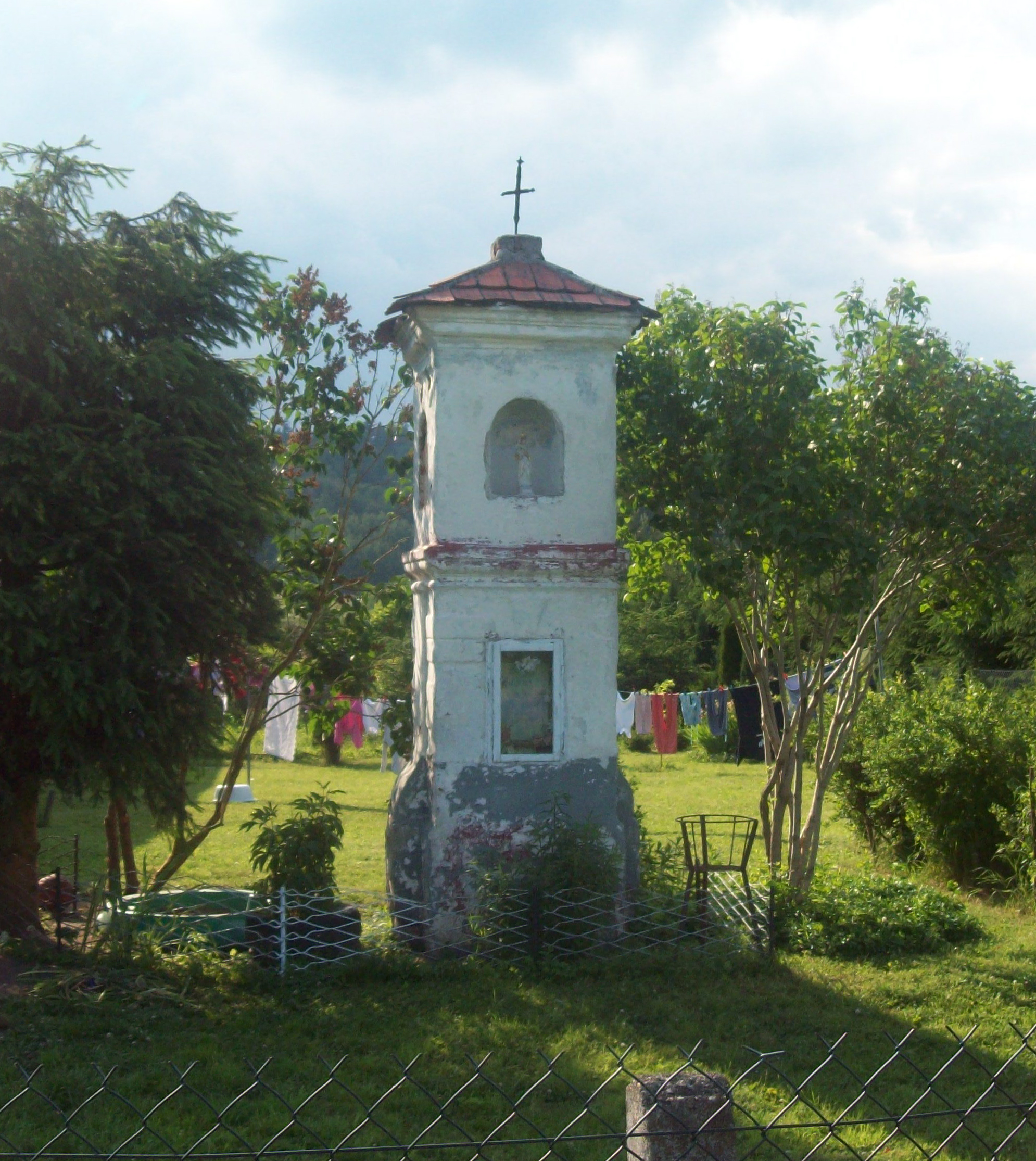
Kapliczka słupkowa w Ławicy

Do 1972 r. we wsi działała miejscowa szkoła podstawowa, która została zamknięta ze względu na małą liczbę uczniów do niej uczęszczających. Decyzję tę podjęły ówczesne władze gminy, które przejęły wówczas budynek przy ul. Traugutta 1 a w Kłodzku przeznaczając go na tzw. szkołę zbiorczą, do której uczęszczać miały dzieci z wiosek położonych w okolicy Kłodzka. Obecnie mieści się tam gimnazjum. Młodzież kontynuuje w większości naukę na poziomie szkoły średniej również w Kłodzku. We wsi działa świetlica.
W 2009 r. we wsi odbywały się powiatowe i gminne dożynki, w których główną gwiazdą muzyczną był Łukasz Zagrobelny.
Ławica nie posiada osobnej parafii katolickiej, należąc do parafii Niepokalanego Poczęcia NMP w kłodzkim Jurandowie (od 1947 r.).

## Administracja
Ławica po zakończeniu II wojny światowej znalazła się w granicach Polski. W latach 1945–1973 wieś tworzyła gromadę, wchodzącą w skład powiatu kłodzkiego w województwa wrocławskiego. Po zmianach w podziale terytorialnym kraju (1975) wieś weszła w skład gminy Kłodzko. Ostatnia zmiana miała miejsce w 1990 r., kiedy to na terenie gminy utworzono sołectwa jako jednostki pomocniczego podziału administracyjnego gminy, którego jedna z siedzib znalazła się w Ławicy.
Mieszkańcy wsi wybierają do Rady Gminy jednego radnego co 4 lata. Ponadto organem władzy ustawodawczej we wsi jest rada sołecka, na czele której stoi sołtys jako jednoosobowy organ władzy wykonawczej.

## Infrastruktura

### Transport
We wschodniej części wsi znajduje się przystanek kolejowy na linii kolejowej nr 276 z Wrocławia Głównego do Międzylesia. Przystanek kolejowy w Ławicy powstał w 1874 r. wraz z budową linii kolejowej z Wrocławia do Kłodzka. W tym czasie zbudowano 2 budynki kolejowe. W pierwszym z nich na torze wiodącym do Wrocławia mieściła się kasa, poczekalnia i mieszkania dla kolejarzy. Pomiędzy przystankami Ławica i Bardo Śląskie linia biegnie przez dwutorowy, jednokomorowy tunel o długości 364 m pod Tunelową Górą (Tunnelberg), przebitym 2 grudnia 1873 r. Przy jego budowie zatrudniono kamieniarzy z Włoch.
Przez Ławicę przechodzi droga z Kłodzka do Podtynia i Morzyszowa o znaczeniu lokalnym. We wsi znajdują się przystanki autobusowe, jednak obecnie nie kursują tam żadne autobusy zapewniające połączenie z pobliskim Kłodzkiem.

### Bezpieczeństwo
W zakresie ochrony przeciwpożarowej oraz innych miejscowych zagrożeń – Ławica podlega rejonowi działania Powiatowej Straży Pożarnej oraz Komendzie Powiatowej Policji w Kłodzku. Funkcję dzielnicowego sprawuje mł. asp. Krzysztof Pinkiewicz. We wsi znajduje się ośrodek zdrowia, a podstawowe ratownictwo medyczne zapewnia położony 1,5 km na południe Szpital Powiatowy na kłodzkim Jurandowie.

## Gospodarka
| Rodzaj               | Powierzchnia (ha) | %      |
| -------------------- | ----------------- | ------ |
| użytki rolne         | 311               | 64,52% |
| tereny zamieszkane   | 71                | 14,73% |
| lasy                 | 100               | 20,75% |
| Powierzchnia wsi (Σ) | 482               | 100%   |

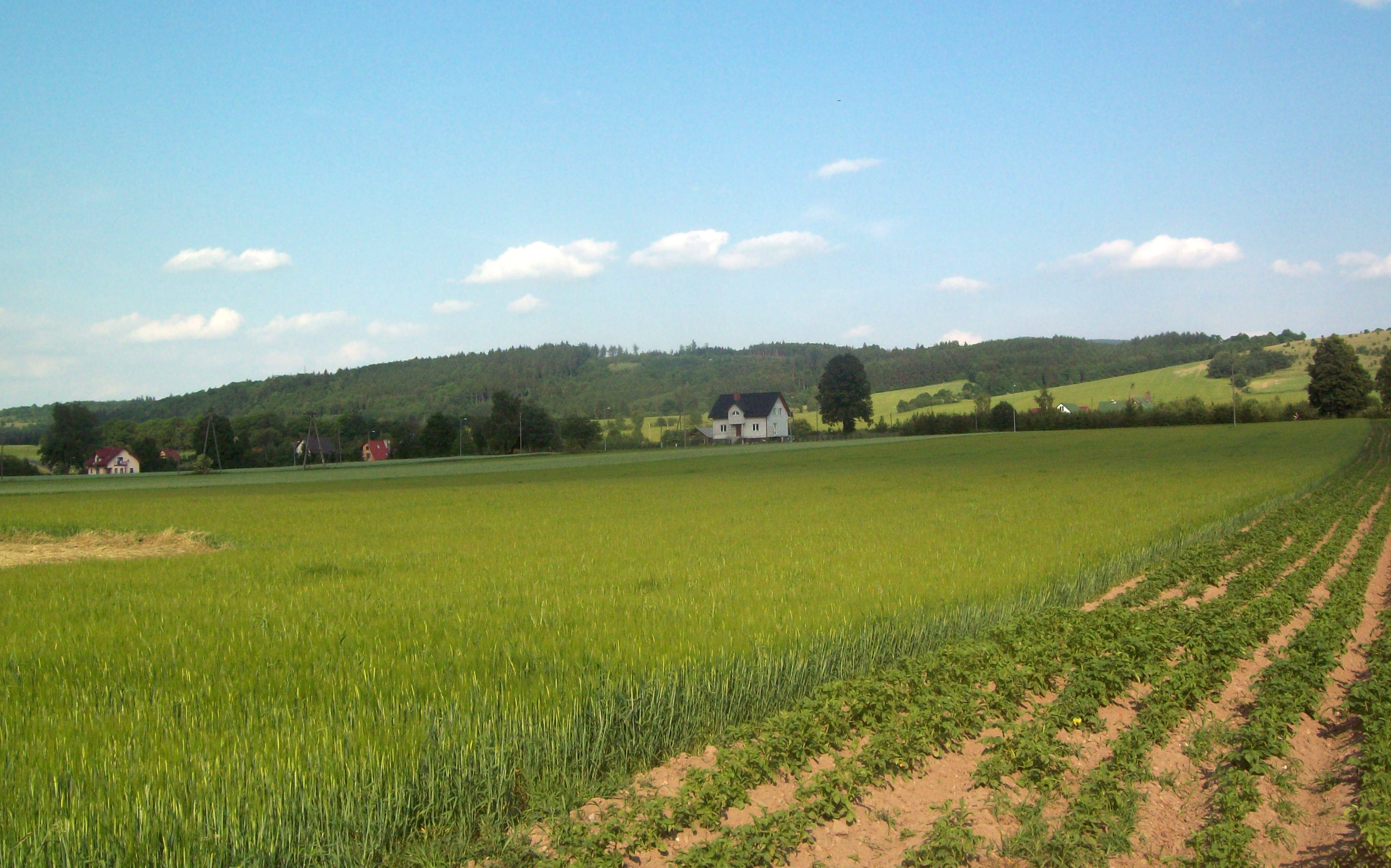
Pola uprawne w Ławicy

Ławica jest wsią rolniczą, jednak funkcja ta nie została wyraźnie wykształcona. W 1988 r. znajdowało się tu 15 gospodarstw rolnych, ale z pracy rolniczej utrzymywało się wyłącznie aż około 91% ludności czynnej zawodowo. Znajduje się w niej Państwowe Przedsiębiorstwo Hodowlane. Wieś posiada słabo rozwinięto infrastrukturę handlowo-usługową z racji bliskiego sąsiedztwa Kłodzka. Po transformacji gospodarczej po 1989 roku uległa zmniejszeniu struktura zatrudnionych w rolnictwie. Wiele osób znajduje pracę w Kłodzku. Wieś posiada znaczne walory krajobrazowe, które jednak nie są jednak wykorzystywane w odpowiedni sposób.
Jak wspomniano wyżej jako, że okolice Ławicy posiadają walory krajobrazowe, planuje się na szerszą skalę rozwój agroturystyki we wsi.Obecnie działa jedno takie gospodarstwo noszące nazwę "U Macieja". W 1998 roku bezrobocie we wsi wynosiło 38,66% ludności czynnej zawodowo.